# Даффілд (Вірджинія)
Даффілд (англ. Duffield) — місто (англ. town) в США, в окрузі Скотт штату Вірджинія. Населення — 73 особи (2020).

## Географія
Даффілд розташований за координатами 36°43′11″ пн. ш. 82°47′46″ зх. д. / 36.71972° пн. ш. 82.79611° зх. д. (36.719645, -82.796105).  За даними Бюро перепису населення США в 2010 році місто мало площу 1,58 км², уся площа — суходіл.

## Демографія
Згідно з переписом 2010 року, у місті мешкала 91 особа в 42 домогосподарствах у складі 30 родин. Густота населення становила 57 осіб/км².  Було 47 помешкань (30/км²).
Расовий склад населення:
| - 97,8 % — білих - 1,1 % — азіатів |

До двох чи більше рас належало 1,1 %. Частка іспаномовних становила 0,0 % від усіх жителів.
За віковим діапазоном населення розподілялося таким чином: 18,7 % — особи молодші 18 років, 56,0 % — особи у віці 18—64 років, 25,3 % — особи у віці 65 років та старші. Медіана віку мешканця становила 42,5 року. На 100 осіб жіночої статі у місті припадало 75,0 чоловіків;  на 100 жінок у віці від 18 років та старших — 76,2 чоловіків також старших 18 років.
Середній дохід на одне домашнє господарство  становив 49 359 доларів США (медіана — 39 583), а середній дохід на одну сім'ю — 61 270 доларів (медіана — 67 750). Медіана доходів становила 43 750 доларів для чоловіків та 32 500 доларів для жінок. За межею бідності перебувало 10,4 % осіб, у тому числі 9,1 % дітей у віці до 18 років та 3,7 % осіб у віці 65 років та старших.
Цивільне працевлаштоване населення становило 34 особи. Основні галузі зайнятості: освіта, охорона здоров'я та соціальна допомога — 35,3 %, виробництво — 23,5 %, інформація — 11,8 %, сільське господарство, лісництво, риболовля — 11,8 %.